# Býkev
Býkev ist eine Gemeinde mit 341 Einwohnern in zwei Ortsteilen im okres Mělník, Tschechien. Die erste schriftliche Erwähnung stammt aus dem Jahr 1392.

## Sehenswürdigkeiten
- Denkmal der Gefallenen des Ersten Weltkrieges (1920).
- Kapelle der römisch-katholischen Kirche (1910).

## Ortsteile
- Býkev
- Jenišovice, gegründet im 12. Jh. (71 Einwohner)